# The Next One
The Next One (pol. Następny, Następca) – pseudonim należący do następujących hokeistów występujących w NHL:
| Imię i nazwisko | Nar.   |
| --------------- | ------ |
| Eric Lindros    | Kanada |
| Sidney Crosby   | Kanada |
| John Tavares    | Kanada |
| Connor McDavid  | Kanada |

Pseudonim ten został nadany w odniesieniu do przydomka The Great One, jakim określono najwybitniejszego hokeistę w historii – Wayne’a Gretzky’ego.